# みずほファクター
みずほファクター株式会社（英称：Mizuho　Factors，Limited）は、東京都千代田区丸の内に本社を置く、みずほフィナンシャルグループの債権回収会社。

## 概要
みずほグループの債権回収・ファクタリング・収納代行を担当する企業。直接的な前身は、第一勧銀ファクター（DKF）。